# Euryischia inopinata
Euryischia inopinata är en stekelart som beskrevs av Masi 1907. Euryischia inopinata ingår i släktet Euryischia och familjen växtlussteklar.
Artens utbredningsområde är:
- Slovakien.
- Ungern.
- Italien.
- Kazakstan.
- Rumänien.
- Sverige.
- Moldavien.
- Ukraina.
- Uzbekistan.
- Kroatien.

Arten är reproducerande i Sverige. Inga underarter finns listade i Catalogue of Life.